# Др'єново
Др'єново (словац. Drienovo) — село в окрузі Крупіна Банськобистрицького Словаччини. Площа села 15,32 км². Станом на 31 грудня 2017 року в селі проживало 108 жителів.

## Історія
Перші згадки про село датуються 1256 роком.

## Населення
| Рік:            | 1994. | 2004.   | 2014.    | 2024.    |
| --------------- | ----- | ------- | -------- | -------- |
| Кількість осіб: | 127   | 128     | 111      | 97       |
| Різниця:        |       | +0,78 % | -13,28 % | -12,61 % |

| Рік:            | 2023. | 2024.   |
| --------------- | ----- | ------- |
| Кількість осіб: | 99    | 97      |
| Різниця:        |       | -2,02 % |